# Christoph Keller (Theologe)
Christoph Keller (* 2. März 1940 in Stuttgart; † 28. Oktober 2015 ebenda) war ein deutscher, römisch-katholischer Geistlicher und Schriftsteller.
Keller wuchs in Ellwangen (Jagst) auf, studierte anschließend Theologie und wurde Priester. Seine Priesterweihe empfing er am 18. Juli 1964 in Stuttgart. Nach dem Vikariat in Stuttgart nahm er eine Stelle als Wissenschaftlicher Assistent am Lehrstuhl für Christliche Soziallehre an der Universität Tübingen an. Dort wurde er 1973 mit der Arbeit Das Theologische in der Moraltheologie: Eine Untersuchung historischer Modelle aus der Zeit des Deutschen Idealismus zum Dr. theol. promoviert. 
Später leitete er verschiedene Gemeinden in der Diözese Rottenburg-Stuttgart. 2010 trat er in den Ruhestand.

## Publikationen (Auswahl)
- mit Otto Wahl: „Ich sage dir: steh auf!“ : biblische Impulse zum Dialog- und Erneuerungsprozess der Kirche. LIT, Münster/Berlin 2012, ISBN 978-3-643-11840-0.
- Gott – der Pädagoge. LIT, Berlin/Münster 2008, ISBN 978-3-8258-1164-8.
- mit Sven van Meegen und Otto Wahl: Lebensdeutung aus der Genesis. LIT, Berlin/Münster 2006, ISBN 978-3-8258-0015-4.
- Alles will verstanden sein: Durchleuchtung christlicher Botschaften. LIT, Berlin/Münster 2006, ISBN 978-3-8258-9479-5.
- Worauf wir bauen können: das Credo als Grundriß des Glaubens. Schwabenverlag, Ostfildern 1998, ISBN 3-7966-0933-3.
- Das Wort hat Paulus. Schwabenverlag, Ostfildern 1987, ISBN 3-7966-0639-3.
- Das Theologische in der Moraltheologie: Eine Untersuchung historischer Modelle aus der Zeit des Deutschen Idealismus. Vandenhoeck und Ruprecht, Göttingen 1976, ISBN 3-525-87472-3.